# Hieracium galbanum
Hieracium galbanum là một loài thực vật có hoa trong họ Cúc. Loài này được (Dahlst.) Dahlst. ex Johansson mô tả khoa học đầu tiên.